# 2MASS J0523-1403
2MASS J05233822−1403022, kurz 2MASS J0523−1403, ist ein Roter Zwerg im Sternbild Hase. Er wurde 2003 von Kelle L. Cruz et al. entdeckt und gehört der Spektralklasse L2.5 an. 2014 wurde erkannt, dass es sich bei dem Objekt um einen Stern handelt. Es war damals der kleinste, kühlste und möglicherweise auch masseärmste bekannte Stern mit kontinuierlicher Wasserstofffusion. Hätte der Stern nur geringfügig weniger Masse, wäre stattdessen ein Brauner Zwerg entstanden. Der Stern wird mehrere Billionen Jahre auf der Hauptreihe verweilen. Denn anders als bei sonnenähnlichen Sternen mit 10 Milliarden Jahren auf der Hauptreihe, läuft die Wasserstofffusion bei diesen extrem massearmen Roten Zwergen wesentlich langsamer ab. Hinzu kommt, dass diese kleinen Sterne vollständig konvektiv sind und deswegen einen wesentlich höheren Anteil des im Stern verfügbaren Wasserstoffs während ihrer Lebenszeit effektiv fusionieren können.

## Entdeckung der Natur als Stern
Bei der Suche nach dem leichtesten Stern wählten die Astronomen 63 Objekte in der näheren Nachbarschaft aus und untersuchten ihre Größe sowie ihre Effektive Temperatur. Interessanterweise ergibt sich aufgrund des Gravitationsdrucks bei Braunen Zwergen der Effekt, dass diese kleiner (und damit dichter) werden, je mehr Masse sie haben. Erst die Energie des Wasserstoffbrennens erzeugt einen Gegendruck, welcher bei mehr Masse auch wieder zu einem größeren Radius führt. Das kleinste Objekt mit einer größeren effektiven Temperatur musste also ein Stern sein, und dieses war 2MASS J0523−1403.